# 藤野邦夫
藤野 邦夫（ふじの くにお、1935年 - ）は、日本のフランス文学者、翻訳家。

## 来歴
石川県生まれ。早稲田大学仏文科卒。同大学院中退。
出版社勤務ののち翻訳などを行う。
2008年、自身のがん体験をへて「がん難民コーディネーター」として活動する。

## 著書
- 『大海原 さらなる発展に向けて 創業者・国弘直と太洋社50年のあゆみ』（太洋社） 1996
- 『幸せ暮らしの歳時記』（講談社文庫） 2000
- 『がん難民コーディネーター かくして患者たちは生還した』（小学館101新書） 2008
- 『ガンを恐れず ガン難民にならない患者学』（角川書店） 2009
- 『前立腺ガン治療革命』（小学館101新書） 2010
- 『うろたえないガン治療 治療の基礎徹底ガイド』（潮出版社） 2011

### 共著
- 『博学ウンチク読本』（古谷三敏共著、広済堂文庫） 1990

## 翻訳
- 「動物のくらし ビジュアル・ブック」全12巻（ぎょうせい） 1985
  1. 『山岳地帯の動物』
  2. 『森と林の動物』
  3. 『大草原の動物』
  4. 『サバナの動物』
  5. 『砂漠の動物』
  6. 『田園の動物』
  7. 『川と湖の動物』
  8. 『海岸の動物』
  9. 『海洋の動物』
  10. 『北極圏の動物』
  11. 『ヨーロッパの猛きん類』
  12. 『先史時代の動物』
- 『ことばの理論学習の理論 ジャン・ピアジェとノーム・チョムスキーの論争』（ロワイヨーモン人間科学研究センター編、思索社） 1986
- 『フランスワイン大全』（I.N.A.O (フランス国立全国原産地名称協会) 責任編集、同朋舎出版） 1992
- 『害虫記』（ピエール=ジョゼフ・ビュショ、博品社） 1995
- 『精神発生と科学史 知の形成と科学史の比較研究』（ジャン・ピアジェ, ロランド・ガルシア、松原望共訳、新評論） 1996
- 『悪魔と呼ばれたコレクター バーンズ・コレクションをつくった男の肖像』（ハワード・グリーンフェルド、小学館） 1998
- 『スパイスが変えた世界史 コショウ・アジア・海をめぐる物語』（E&F-B・ユイグ、新評論） 1998
- 『ボルドーワイン ベストセレクション』（ジェームス・ターンブル、松浦由一共訳、小学館） 1999
- 『メドック 至高のワインづくり』（フィリップ・クリアン, ミシェル・クレニュー、草思社） 1999
- 『構図法 名画に秘められた幾何学』（シャルル・ブーロー、小学館） 2000
- 『10週間で若返る方法』（ロナルド・クラッツ、米井嘉一ほか監修、廣済堂出版） 2001
- 『医者に頼るか、サプリメントで治すか 栄養療法で健康になる』（リチャード・ファーシャイン、丸元康生日本語版監修 、ネコ・パブリッシング） 2001
- 『親をやりすぎる親たち』（アルヴィン・ローゼンフェルド, ニコル・ワイズ、講談社） 2001
- 『賢い女はビッグな男を釣りあげる』（スティーヴ・ナカモト、廣済堂出版） 2001
- 『こまった男を愛したとき なぜ、あんなヤツを好きになるのか』（ナンシー・グッド、風媒社） 2001
- 『ジャック・ラカン伝』（エリザベト・ルディネスコ、河出書房新社） 2001
- 『脳が老化する人、しない人』（ロバート・ゴールドマン, R・クラッツ, リサ・バーガー、米井嘉一監修、廣済堂出版） 2001
- 『ハリー・ポッターのふしぎな魔法』（ブノワ・ヴィロル、廣済堂出版） 2001
- 『ひとりで生きるためのポジティブ・シンキング』（ベラ・ペイファー、講談社+α文庫） 2001
- 『あなたの知らない脳の使い方・育て方 幼児から高齢者までの脳活性化法』（デイビッド・ギャモン,アレン・D・ブラグドン、平塚秀雄監修、誠文堂新光社） 2002
- 『移民の一万年史 人口移動・遥かなる民族の旅』（ギ・リシャール監修、新評論） 2002
- 『ガン長寿学 ガン患者と家族と医療専門家のためのハンドブック』（ローレンス・ルシャン、中田良監修、廣済堂出版） 2002
- 『出エジプト記の秘密 モーセと消えたファラオの謎』（メソド・サバ, ロジェ・サバ、原書房） 2002
- 『上司からのストレスを軽くする本』（イザベル・メルシェ,モニク・オマン、講談社） 2002
- 『ハリー・ポッターのワンダーランド』（イザベル・スマジャ、誠文堂新光社） 2002
- 『マネーロンダリングの代理人 暴かれた巨大決済会社の暗部』（エルネスト・バックス, ドゥニ・ロベール、徳間書店） 2002
- 『オードリー・ヘップバーン 妖精の秘密』（ベルトラン・メイエ=スタブレ、風媒社） 2003
- 『死と老化の生物学』（アンドレ・クラルスフェルド, フレデリック・ルヴァ、新思索社） 2003
- 『戦争好きブッシュとアメリカ』（エリック・ローラン、廣済堂出版） 2003
- 『ダイアナ 王室警護官が見た「英国のバラ」の秘密』（ケン・ウォーフ, ロバート・ジョブソン、実業之日本社） 2003
- 『フェルマーの鸚鵡はしゃべらない』（ドゥニ・ゲジ、角川書店） 2003
- 『ブッシュの「聖戦」 宗教、ビジネス、闇のネットワーク』（エリック・ローラン、山田侑平共訳、中央公論新社） 2003
- 『われわれは、いかにして世界一になったか? ロレアル - 最も大きく、最も国際的な会社の成功物語』（フランソワ・ダル、PHP研究所） 2003
- 『頭をよくする面白・難問数学パズル160』（松原望監修、誠文堂新光社） 2004
- 『前立腺ガン これだけ知れば怖くない 注目の「ブラキセラピー」からホルモン療法まで世界トップレベルの名医による最新治療ガイド』（ピーター・D・グリム編集代表、青木学共訳、実業之日本社） 2004
- 『前立腺がん、これで全快! 手術不要の最新療法ブラキセラピー』（ケント・ウォルナー、青木学共訳、小学館、ホーム・メディカ・ブックス） 2004
- 『離婚の日からどう生きるか 心を癒し、自由になるための19のケア・ステップ』（ブルース・フィッシャー, ロバート・アルベルティ、中島美和共訳、実業之日本社） 2004
- 『アルジャジーラとはどういうテレビ局か』（オルファ・ラムルム、平凡社） 2005
- 『ガンに打ち勝つ患者学 末期ガンから生還した1万5000人の経験に学ぶ』（グレッグ・アンダーソン、帯津良一監修、実業之日本社） 2005
- 『手の五〇〇万年史 手と脳と言語はいかに結びついたか』（フランク・ウィルソン、古賀祥子訳、新評論） 2005
- 『ほんとうの愛と夢を手にした女性の物語 ミリオネアからの贈り物』（マーク・フィッシャー、経沢香保子監修、主婦の友社） 2005
- 『人間とヘビ かくも深き不思議な関係』（R・& D・モリス、小原秀雄監修、平凡社ライブラリー） 2006
- 『脳と無意識 ニューロンと可塑性』（フランソワ・アンセルメ, ピエール・マジストレッティ、長野敬共訳、青土社） 2006
- 『世界の名作シネマを読みなおす』（セシル・ベルジェ、いそっぷ社） 2007
- 『「星の王子さま」が教えてくれたこと』（ポール・ムニエ、ランダムハウス講談社） 2007
- 『ゼロの迷宮』（ドゥニ・ゲジ、角川書店） 2008
- 『ネアンデルタール人の首飾り』（フアン・ルイス・アルスアガ、岩城正夫監修、新評論） 2008
- 『米中激突 戦略的地政学で読み解く21世紀世界情勢』（フランソワ・ラファルグ、作品社） 2008
- 『イアン・スチュアートの数の世界』（松原望監訳、朝倉書店、シリーズ〈数学のエッセンス〉） 2009
- 『ブラッド・オイル 世界資源戦争』（フランソワ・ラファルグ、講談社） 2009
- 『モーツァルトの脳』（ベルナール・ルシュヴァリエ、作品社） 2011
- 『レヴィ=ストロース伝』（ドニ・ベルトレ、講談社） 2011

## 参考
- うろたえないガン治療 - 治療の基礎徹底ガイド - 紀伊國屋書店BookWeb